# Bomba orientacyjno-sygnalizacyjna
Bomba orientacyjno-sygnalizacyjna – rodzaj pomocniczej bomby lotniczej.

## Charakterystyka
Bomby orientacyjno-sygnalizacyjna przeznaczone są do wytwarzania punktów orientacyjnych w przestrzeni powietrznej, w tym do oznaczenia rejonu zbiórki grupy samolotów, wytyczania trasy lotu, ułatwienia nawigowania i bombardowania oraz sygnalizacji na ziemi, wodzie i w powietrzu. Napełniona środkami chemicznymi, po wybuchu wytwarza kolorowy dym, ogień lub plamę na wodzie.
Przeznaczone są też do tworzenia na ziemi dymnych (w dzień) i ogniowych (w nocy) punktów orientacyjnych oznaczających cele, miejsce zrzutu desantu i inne punkty kontrolno-orientacyjne. Bomby wyposażone są w spadochronowy układ hamująco-stabilizujący i metalową zaostrzoną żerdź. Po upadku świecy na ziemię, pozostaje ona w położeniu pionowym.
Wyróżnia się też morskie bomby orientacyjne. Przeznaczone są one do wytwarzania punktów orientacyjno-sygnalizacyjnych na morzu. Bomba taka jest wypełniona ciekłym barwnikiem, który tworzy barwną plamę.